# Kanton Nangis
Kanton Nangis (fr. Canton de Nangis) je francouzský kanton v departementu Seine-et-Marne v regionu Île-de-France. Tvoří ho 46 obcí.
Před reformou kantonů 2014 ho tvořilo 17 obcí.

## Obce kantonu
od roku 2015:
| - Andrezel - Argentieres - Aubepierre-Ozouer-le-Repos - Beauvoir - Blandy - Bois-le-Roi - Bombon - Bréau - Champdeuil - Champeaux - La Chapelle-Gauthier - La Chapelle-Rablais - Chartrettes - Châteaubleau - Le Châtelet-en-Brie - Châtillon-la-Borde - Clos-Fontaine - Courtomer - Crisenoy - La Croix-en-Brie - Échouboulains - Les Écrennes - Féricy | - Fontaine-le-Port - Fontains - Fontenailles - Fouju - Gastins - Grandpuits-Bailly-Carrois - Guignes - Machault - Moisenay - Mormant - Nangis - Pamfou - Quiers - Rampillon - Saint-Just-en-Brie - Saint-Méry - Saint-Ouen-en-Brie - Sivry-Courtry - Valence-en-Brie - Vanvillé - Verneuil-l'Étang - Vieux-Champagne - Yebles |

před rokem 2015:
- Bannost-Villegagnon
- Bezalles
- Boisdon
- La Chapelle-Rablais
- Châteaubleau
- La Croix-en-Brie
- Fontains
- Frétoy
- Gastins
- Jouy-le-Châtel
- Maison-Rouge
- Nangis
- Pécy
- Rampillon
- Saint-Just-en-Brie
- Vanvillé
- Vieux-Champagne